# Gioia (album)
Gioia è il quinto album in studio del gruppo musicale italiano Modà, pubblicato dalla Ultrasuoni il 14 febbraio 2013.

## Il disco
L'album consiste in un CD con 12 tracce inedite (Gioia) e in un DVD bonus (1 notte, 5 ragazzi, 12.000 cuori) contenente il concerto dei Modà all'Arena di Verona del 16 settembre 2012, a cui parteciparono l'orchestra I Pomeriggi Musicali di Milano e il Coro di Verona, diretti dal maestro Charles Burgi, Pau Donés dei Jarabe de Palo e Checco Zalone. Kekko Silvestre, cantante e frontman della band, ha detto a proposito del nuovo album:
Il titolo dell'album è dedicato alla figlia di Kekko Silvestre, il cui nome è appunto Gioia.
Il 19 novembre 2013 viene pubblicata una seconda edizione del disco intitolata Gioia... non è mai abbastanza!, contenente l'album Gioia con due tracce bonus: Dove è sempre sole in duetto con Pau Donés dei Jarabe de Palo e un brano inedito, Cuore e vento, in duetto con i Tazenda.

### I singoli
La pubblicazione del primo singolo estratto da Gioia, Se si potesse non morire, è avvenuta il giorno stesso della pubblicazione dell'album. Il brano era stato tuttavia già presentato al Festival di Sanremo 2013 insieme a Come l'acqua dentro il mare, portando i Modà al terzo posto alla fine della competizione. Il secondo singolo è stato l'omonimo Gioia, pubblicato il 12 aprile. Entrambi i brani sono poi entrati a far parte della colonna sonora del film Bianca come il latte, rossa come il sangue. Il terzo singolo, Dimmelo, è stato pubblicato il 5 luglio, seguito il 4 ottobre da Non è mai abbastanza. Il 7 febbraio è stato pubblicato il quinto e ultimo singolo estratto dall'album, La sua bellezza.
La versione con Pau Donés di Dove è sempre sole e l'inedito Cuore e vento realizzato con i Tazenda, contenuti nella riedizione dell'album, sono stati estratti come singoli rispettivamente il 16 maggio e il 18 agosto 2014.

## Successo commerciale
L'album ha debuttato direttamente alla 1ª posizione della Classifica FIMI Album, rimanendoci anche nelle due settimane successive. Dalla stessa FIMI viene prima certificato disco di platino per aver venduto oltre 60 000 copie e successivamente doppio disco di platino per aver venduto oltre 120 000 copie. Nel gennaio 2014 l'album è stato certificato quadruplo disco di platino.
È stato altresì premiato come Premio CD Multiplatino ricevendo un Wind Music Awards, nell'edizione 2013 della manifestazione.
Gioia risulta essere, secondo la classifica di metà anno stilata da FIMI, l'album più venduto in Italia nei primi sei mesi del 2013 vendendo oltre 200 000 copie e il secondo album più venduto in Italia, sempre nel 2013, secondo la classifica di fine anno stilata da FIMI. L'album nella classifica di fine anno dell'anno successivo, si piazza alla 27ª posizione.

## Tracce

### Versione standard
Gioia (CD)
1. Gioia - 3:47
2. Quando arrivano i suoi occhi - 3:30
3. Bellissimo - 3:33
4. Dove è sempre sole - 3:48
5. Come in un film - 3:53
6. Non è mai abbastanza - 3:48
7. Dimmelo - 3:27
8. Paura di volare - 4:34
9. Come l'acqua dentro il mare - 3:20
10. La sua bellezza - 3:22
11. Se si potesse non morire - 4:08
12. A Laura - 3:04

1 notte, 5 ragazzi, 12.000 cuori (DVD)
1. Intro + Meschina
2. Ti amo veramente
3. Mani inutili
4. Urlo e non mi senti
5. Vittima
6. Nuvole di rock
7. Sono già solo
8. Tutto non è niente
9. Aqua (Kekko feat. Jarabe de Palo)
10. Depende (Jarabe de Palo)
11. La flaca (Jarabe de Palo)
12. Come un pittore (Modà feat. Jarabe de Palo)
13. Ti sento parte di me
14. Sensazione
15. Salvami
16. La notte
17. Inverno a primavera (Kekko feat. Checco Zalone)
18. Arriverà
19. Quello che non ti ho detto (Scusami)
20. Mia
21. La notte (Bis)
22. Viva i romantici

### Ristampa
Gioia...non è mai abbastanza!
1. Gioia - 3:47
2. Quando arrivano i suoi occhi - 3:30
3. Bellissimo - 3:33
4. Dove è sempre sole - 3:48
5. Come in un film - 3:53
6. Non è mai abbastanza - 3:48
7. Dimmelo - 3:27
8. Paura di volare - 4:34
9. Come l'acqua dentro il mare - 3:20
10. La sua bellezza - 3:22
11. Se si potesse non morire - 4:08
12. A Laura - 3:04
13. Cuore e vento (feat. Tazenda) - 4:03
14. Dove è sempre sole (feat. Jarabe de Palo) - 3:48

## Formazione
- Kekko Silvestre – voce e pianoforte
- Enrico Zapparoli – chitarra acustica ed elettrica
- Diego Arrigoni – chitarra elettrica
- Stefano Forcella – basso
- Claudio Dirani – batteria

## Classifiche
| Classifica (2013) | Posizione massima |
| ----------------- | ----------------- |
| Belgio (Vallonia) | 118               |
| Italia            | 1                 |

### Classifiche di fine anno
| Classifica (2013) | Posizione |
| ----------------- | --------- |
| Italia            | 2         |
| Classifica (2014) | Posizione |
| Italia            | 27        |